# Lorisidae
Lorisi (Lorisidae, ponekad i Loridae) su porodica iz reda primata. To su vitke životinje, stanovnici krošnji koji su bliski srodnici s porodicom galagija. Porodica se dieli na četiri roda s osam ili deset vrsta (podela još nije opšteprihvaćena od čitave zajednice).

## Rasprostranjenost
Lorisi žive u tropskoj, centralnoj Africi, kao i u južnoj i Jugoistočnoj Aziji.

## Opis
Lorisi imaju gusto, vunasto krzno, najčešće sivo ili smeđe obojeno, koje je s gornje strane tiela nešto tamnije. Velike oči, svojstvene noćnim životinjama, okrenute su im prema napred. Uši su im male i često delimično skrivene u krznu. Palčevi su im nasuprotni, a drugi prst na šakama prednjih ekstremiteta im je zakržljao. Na drugom prstu stopala imaju kandžice tipične za sve Strepsirrhinije. Repovi su im kratki, ili ih uopšte nemaju. Tela su im duga između 17 i 40 cm, a mogu biti teški 300 grama do 2 kilograma. 

## Način života
Lorisi su noćne životinje koje žive na drveću. Za razliku od galagija, odlikuju se laganim, promišljenim pokretima, i nikada ne skaču. Svojim snažnim prednjim ekstremitetima se tako čvrsto drže za grane, da ih ni silom nije moguće skinuti. Većina lorija su samotnjaci, ili žive u najviše malenim porodičnim zajednicama. 

## Hrana
Najvažnija hrana lorisa su kukci. Uz njih, jedu i ptičja jaja, malenie zglavkari, ali i voće i sok stabala.

## Razmnožavanje
Skotnost lorisa traje četiri do šest mjeseci, nakon čega se rađa jedno do dvoje mladunaca. Oni se drže za krzno na majčinom trbuhu, ili u gnezdima čekaju da se majke vrate iz potrage za hranom. Nakon tri do devet mjeseci - što zavisi od vrstie - prestaju sisati, a sa deset do osamnaest meseci dosežu spolnu zrelost. Očekivani životni vek im može biti do 20 godina.

## Ugroženost
Generalno gledano, lorisi spadaju među manje ugrožene vrste. Najvažnija ugroza im je uništavanje njihovih staništa.

## Rodovi
- U centralnoj Africi žive Arctocebus.
- Centralna Afrika je i domovina Perodicticus potto.
- Na području južne Indije i Šri Lanke žive lorisi, nazvani i vitki lorisi.
- Na području jugoistočne Azije žive Nycticebusi.

## Literatura
- Alterman, L. (1995). „Toxins and toothcombs: potential allospecific chemical defenses in Nycticebus and Perodicticus”.  Ур.: Alterman, L.; Doyle, G.A.; Izard, M.K. Creatures of the Dark: The Nocturnal Prosimians. New York, New York: Plenum Press. стр. 413–424. ISBN 978-0-306-45183-6. OCLC 33441731.